# Compétition féminine du pentathlon moderne aux Jeux olympiques d'été de 2016
Navigation
Londres 2012 Tokyo 2020
L'épreuve féminine du pentathlon moderne des Jeux olympiques d'été de 2016 se déroule le 19 août.
| Épreuves             | Or             | Argent         | Bronze          |
| -------------------- | -------------- | -------------- | --------------- |
| Compétition féminine | Chloe Esposito | Élodie Clouvel | Oktawia Nowacka |

## Format de la compétition
- Escrime : La discipline d'escrime utilise l'épée. La compétition est une épreuve où tous les participants se rencontrent. Chaque assaut dure une minute, avec la première touche gagnante. Si au bout de la minute il n'y a pas de touche, il y a double défaite. Un bon niveau d'escrime international se situe entre 238 et 250 points. Après un pourcentage, un score de 70 % vaut 250 points. La première victoire rapporte 106 points et chaque victoire en plus ajoute 6 points au total. L'épreuve se complète d'une compétition de type ladder permettant d'obtenir des points de bonus[1].
- Natation : L'épreuve de natation est un 200 mètres nage libre. Les concurrents sont classés selon leur meilleur temps sur la distance.
- Équitation : La discipline d'équitation consiste en un saut d'obstacles sur une course de 350 à 450 mètres avec 12 à 15 obstacles. Les concurrents sont associés par tirage au sort à un cheval 20 minutes avant le début de l'épreuve. Chaque cheval fait au minimum deux fois le tour et au maximum 3 en un temps limité. Il y a également un ou deux chevaux de réserve si un cheval se blesse ou s'il a fait un parcours trop catastrophique le premier tour. Le score est basé sur les pénalités pour barres tombées, refus ou temps limite dépassé.
- Combiné course/tir : il s'agit de la modification la plus récente du règlement du pentathlon moderne, afin de le rendre plus spectaculaire : le tir et la course à pied, auparavant disputés en deux épreuves distinctes, se trouvent maintenant mêlés en un combiné, qui n'est pas sans rappeler le biathlon à ski, dont il s'inspire. L'épreuve de combiné consiste en un cross-country de 3 200 mètres ponctué de 4 arrêts à un stand de tir où les concurrents utilisent un pistolet à tir laser et visent une cible située à 10 mètres. Le premier tir a lieu au départ, le second à 800 mètres de course, le troisième à 1 600 mètres, le dernier à 2 400 mètres. À chaque fois, le pentathlète doit toucher 5 cibles le plus rapidement possible, en un temps maximum de 1 min 10 s. Les concurrents sont classés selon leurs scores dans les trois premières disciplines et partent avec des temps différents, le leader partant le premier. 1 point correspond à 1 seconde d'écart. La première personne à franchir la ligne d'arrivée est la gagnante du pentathlon.

## Calendrier
| Août 2016  | Août 2016 | 18 | 18 | 19 | 19 | 19 | 20 | 20 | 20 |
| ---------- | --------- | -- | -- | -- | -- | -- | -- | -- | -- |
| Épreuves   |           |    |    |    |    |    |    |    |    |
| Escrime    |           | F  | H  |    |    |    |    |    |    |
| Natation   |           |    |    | F  |    |    | H  |    |    |
| Équitation |           |    |    |    | F  |    |    | H  |    |
| Combiné    |           |    |    |    |    | F  |    |    | H  |

|  | Femmes |  | Hommes |

## Résultats
| Rang                                | Athlète               | Nation             | Escrime Victoires (pts+bonus) | Natation Temps (pts)    | Équitation Temps (pts) | Combiné Temps (pts)      | Total |
| ----------------------------------- | --------------------- | ------------------ | ----------------------------- | ----------------------- | ---------------------- | ------------------------ | ----- |
| Médaille d'or, Jeux olympiques      | Chloe Esposito        | Australie          | 19 (214+1)                    | 2 min 12 s 38 (303)     | 77 s 60 (284)          | 12 min 10 s 19 (570)     | 1 372 |
| Médaille d'argent, Jeux olympiques  | Élodie Clouvel        | France             | 21 (226+1)                    | 2 min 08 s 62 (315)     | 70 s 05 (293)          | 12 min 59 s 06 (521)     | 1 356 |
| Médaille de bronze, Jeux olympiques | Oktawia Nowacka       | Pologne            | 27 (262+2)                    | 2 min 16 s 67 (290)     | 70 s 69 (293)          | 13 min 18 s 50 (502)     | 1 349 |
| 4                                   | Chen Qian             | Chine              | 22 (232+0)                    | 2 min 18 s 75 (284)     | 76 s 67 (292)          | 12 min 45 s 07 (535)     | 1 343 |
| 5                                   | Annika Schleu         | Allemagne          | 17 (202+0)                    | 2 min 19 s 34 (282)     | 68 s 06 (293)          | 12 min 21 s 95           | 1 336 |
| 6                                   | Kate French           | Grande-Bretagne    | 17 (202+0)                    | 2 min 16 s 17 (292)     | 75 s 49 (300)          | 12 min 43 s 08 (537)     | 1 331 |
| 7                                   | Natalya Coyle         | Irlande            | 19 (214+1)                    | 2 min 17 s 38 (288)     | 73 s 69 (300)          | 12 min 58 s 13 (522)     | 1 325 |
| 8                                   | Alice Sotero          | Italie             | 20 (220+1)                    | 2 min 12 s 63 (303)     | 72 s 91 (279)          | 13 min 00 s 47 (520)     | 1 323 |
| 9                                   | Samantha Murray       | Grande-Bretagne    | 14 (184+8)                    | 2 min 10 s 91 (308)     | 73 s 23 (279)          | 12 min 38 s 54 (542)     | 1 321 |
| 10                                  | Elena Potapenko       | Kazakhstan         | 17 (202+0)                    | 2 min 11 s 52 (306)     | 73 s 74 (293)          | 13 min 07 s 58 (513)     | 1 314 |
| 11                                  | Tamara Vega           | Mexique            | 15 (190+0)                    | 2 min 16 s 89 (290)     | 72 s 93 (300)          | 12 min 49 s 39 (531)     | 1 311 |
| 12                                  | Donata Rimšaitė       | Russie             | 17 (202+0)                    | 2 min 22 s 09 (274)     | 77 s 03 (284)          | 12 min 32 s67 (548)      | 1 308 |
| 13                                  | Natsumi Tomonaga      | Japon              | 15 (190+0)                    | 2 min 15 s 63 (294)     | 77 s 03 (298)          | 12 min 55 s 44 (525)     | 1 307 |
| 14                                  | Kim Sun-woo           | Corée du Sud       | 16 (196+1)                    | 2 min 16 s 06 (292)     | 75 s 52 (300)          | 13 min 04 s 28 (516)     | 1 305 |
| 15                                  | Gulnaz Gubaydullina   | Russie             | 8 (148+0)                     | 2 min 07 s 94 (317, OR) | 78 s 74 (290)          | 12 min 30 s 76 (550)     | 1 305 |
| 16                                  | Melanie McCann        | Canada             | 23 (238+2)                    | 2 min 20 s 81 (278)     | 75 s 75 (300)          | 13 min 42 s 43 (478)     | 1 296 |
| 17                                  | Sarolta Kovács        | Hongrie            | 17 (202+1)                    | 2 min 09 s 62 (313)     | 79 s 04 (268)          | 13 min 17 s 09 (503)     | 1 287 |
| 18                                  | Zhang Xiaonan         | Chine              | 22 (232+2)                    | 2 min 22 s 67 (272)     | 75 s 69 (279)          | 13 min 20 s 79 (500)     | 1 285 |
| 19                                  | Anna Maliszewska      | Pologne            | 16 (196+4)                    | 2 min 20 s 30 (280)     | 79 s 41 (282)          | 13 min 01 s 21 (519)     | 1 281 |
| 20                                  | Margaux Isaksen       | États-Unis         | 18 (208+1)                    | 2 min 19 s 91 (281)     | 70 s 24 (293)          | 13 min 23 s 90 (497)     | 1 280 |
| 21                                  | Isabel Brand          | Guatemala          | 14 (184+0)                    | 2 min 22 s 57 (273)     | 72 s 88 (293)          | 12 min 54 s 11 (526)     | 1 276 |
| 22                                  | Anastasiya Prokopenko | Biélorussie        | 10 (160+2)                    | 2 min 25 s 69 (263)     | 76 s 28 (289)          | 12 min 22 s 98 (558)     | 1 272 |
| 23                                  | Yane Marques          | Brésil             | 16 (196+0)                    | 2 min 14 s 30 (298)     | 72 s 28 (286)          | 13 min 31 s 64 (495)     | 1 269 |
| 24                                  | Claudia Cesarini      | Italie             | 17 (202+3)                    | 2 min 20 s 85 (278)     | 87 s 95 (261)          | 13 min 04 s 34 (516)     | 1 260 |
| 25                                  | Isabella Isaksen      | États-Unis         | 20 (220+1)                    | 2 min 20 s 20 (280)     | 80 s 31 (285)          | 13 min 51 s 96 (469)     | 1 255 |
| 26                                  | Barbora Kodedová      | République tchèque | 20 (220+0)                    | 2 min 24 s 70 (266)     | 106 s 28 (249)         | 13 min 25 s 36 (495)     | 1 230 |
| 27                                  | Zsófia Földházi       | Hongrie            | 11 (166+2)                    | 2 min 12 s 05 (304)     | 119 s 34 (222)         | 12 min 46 s 02 (534)     | 1 228 |
| 28                                  | Iryna Khokhlova       | Argentine          | 14 (184+0)                    | 2 min 19 s 77 (281)     | 90 s 01 (268)          | 13 min 53 s 53 (467)     | 1 200 |
| 29                                  | Ieva Serapinaitė      | Lituanie           | 15 (190+0)                    | 2 min 14 s 43 (297)     | 69 s 50 (265)          | 14 min 29 s 68 (431)     | 1 183 |
| 30                                  | Anastasiya Spas       | Ukraine            | 16 (196+0)                    | 2 min 14 s 54 (297)     | 120 s 69 (221)         | 15 min 16 s 82 (384)     | 1 098 |
| 31                                  | Laura Asadauskaitė    | Lituanie           | 19 (214+2)                    | 2 min 21 s 01 (277)     | EL (0)                 | 12 min 01 s 01 (579, OR) | 1 072 |
| 32                                  | Lena Schöneborn       | Allemagne          | 24 (244+0)                    | 2 min 21 s 74 (275)     | EL (0)                 | 12 min 54 s 21 (526)     | 1 045 |
| 33                                  | Donna Vakalis         | Canada             | 22 (232+1)                    | 2 min 22 s 12 (274)     | EL (0)                 | 13 min 36 s 19           | 991   |
| 34                                  | Leydi Laura Moya      | Cuba               | 14 (184+0)                    | 2 min 15 s 75 (293)     | EL (0)                 | 13 min 11 s 07 (509)     | 986   |
| 35                                  | İlke Özyüksel         | Turquie            | 10 (160+0)                    | 2 min 17 s 79 (287)     | EL (0)                 | 12 min 49 s 98 (531)     | 978   |
| 36                                  | Haydy Morsy           | Égypte             | 14 (184+0)                    | 2 min 26 s 11 (262)     | EL (0)                 | 13 min 24 s 93 (496)     | 942   |